# Fräkenbotten

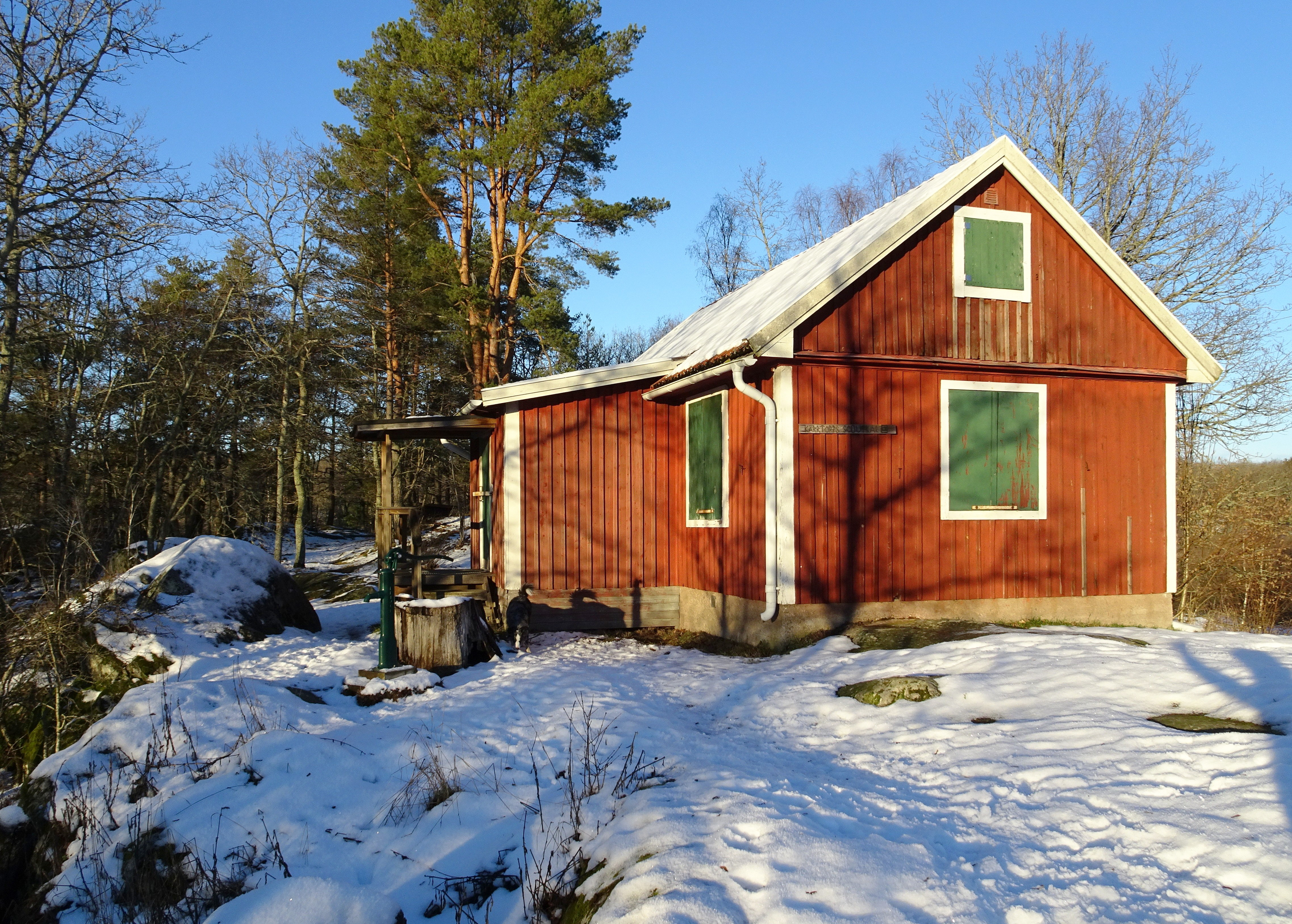
Torpet Fräkenbotten, 2018.

Fräkenbotten var ett torp vid sjön Orlången i Huddinge kommun, Stockholms län. Torpstugan, som ursprungligen lydde under Ågesta gård, existerar fortfarande och ägs numera av Stockholms stad som hyr ut den.

## Historik

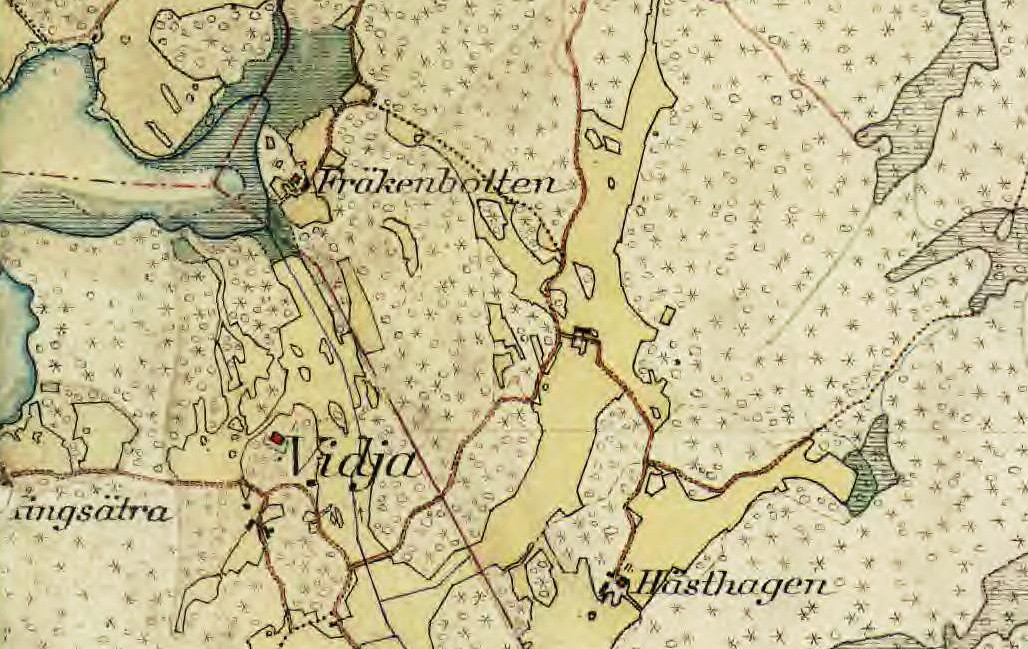
Fräkenbotten omkring år 1900.

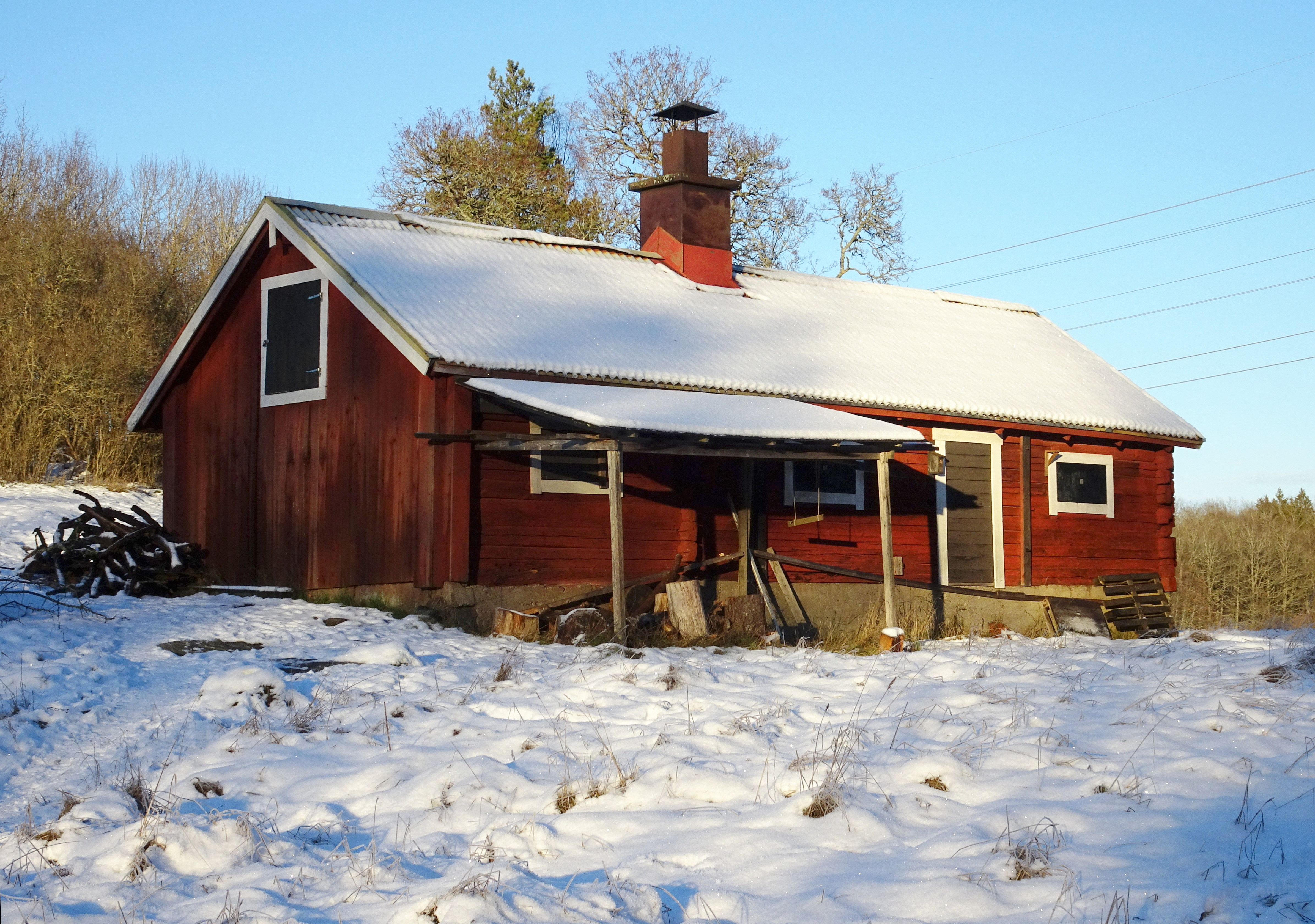
Fräkenbottens lada, 2018.

Fräkenbotten, ursprungligen kallad Swenlund, omnämns första gången i skrift år 1740 i husförhörslängden som dagsverkstorp under Ågesta. Troligen är torpet äldre än så. År 1762 ändrades namnet till Fräkenbotten av dåvarande torparen Erik Olofsson som bodde här tillsammans med sin hustru Catarina Olsdotter. Hon var 30 år yngre än maken och drev torpet vidare efter dennes död ända fram till 1809.
På 1910-talet bodde här torparna Karl Fredrik och Johanna Jansson med sina fyra barn. 1923 övertogs stället av paret Carl Erik Andersson och hans hustru Edla, som skulle bli de sista torparna på Fräkenbotten. Dessförinnan hade de varit torpare på Hästhagen. Även det låg under Ågesta men existerar ej längre. Vid sidan av jordbruket bedrev de även ett tvätteri som stödnäring i den närbelägna Fräkenviken som är en vik av Orlången. Tvätten hämtades och lämnades hos kunder i Stockholm. Gården födde utöver torparparet en dräng, en häst och två kor. Edla Andersson fortsatte som torpare på Fräkenbotten tills hon var 90 år gammal. Därefter flyttade hon till Hanestorp som rustats upp för hennes skull. Där bodde hon till 1945, då hon avled vid 97 års ålder.  
På 1930-talet revs den ursprungliga torpstugan och Lennart Hellstedt, dåvarande ägaren på Ågesta gård, lät uppföra en ny byggnad som överensstämde med en av arbetarstugorna, de så kallade Barackerna, som står i rad längs Vidjavägen söder om Ågesta gård. Sydost om stugan kvarstår en liten lada som troligen är från sekelskiftet 1800. Nuvarande ägaren, Stockholms stad, hyr ut Fräkenbotten till Kärrtorps scoutförening. I stugan finns ett kök, ett litet rum med sex sängar med madrasser och ett sovloft med 16 madrasser. I ladan finns bord och stolar, bänkar och en eldstad där man kan grilla.